# インテリジェンス収集の分野一覧
本稿ではインテリジェンス収集の各分野について概観する。

## HUMINT（ヒューミント）
人的情報（Human intelligence, HUMINT）は、対象となる場所にいる人間から収集される情報である。情報源には、以下のようなものが含まれる：
- 派遣顧問、受入国の軍や住民と連携して活動する対外内部防衛（FID）要員
- 認定された外交官（例：駐在武官）による外交報告
- スパイ活動（秘密報告、接触工作員、伝令、仲介者など）
- 駐在武官
- 非政府組織（NGO）
- 捕虜や拘束者
- 難民
- 通常の巡回活動（憲兵、パトロールなど）
- 旅行者の帰国後聴取

## FININT（フィンイント）
金融情報（Financial intelligence, FININT）は、金銭取引の分析によって収集される情報である。

## GEOINT（ジオイント）
地理空間情報（Geospatial intelligence, GEOINT）は、衛星写真や航空写真、地図・地形データから収集される情報である。その中でも特に写真類から収集される情報を画像情報 (Imagery intelligence, IMINT)という。

## MASINT（マシント）
測定・信号情報（Measurement and Signature Intelligence, MASINT）は、固定または移動する目標源が持つ様々な「シグネチャ（特徴的な特性）」から収集される情報である。
アメリカ空軍技術大学のMASINT研究センターによれば、MASINTは以下の6つの主要な分野に分類される：電気光学、核、レーダー、地球物理、物質、電波周波数

## OSINT（オシント）
公開情報（Open-source intelligence, OSINT）は、公開された情報源から収集される情報である。
OSINTは情報源の種類に応じてさらに分類することができ、たとえばインターネットや一般公開情報、科学技術系資料、さらには展示会、業界団体の会合、インタビューなどの人的情報（HUMINT）的な要素を含む情報源も含まれる。
ダークウェブから収集される情報を、特にDARKINT（Dark Web Intelligence, ダーキント）と呼ぶ場合もある。

## SIGINT（シギント）
通信傍受情報（Signals intelligence, SIGINT）は、電子信号や通信の傍受を通じて収集される情報である。
- 通信情報（Communications intelligece, COINT）
- 電子情報（Electronic inteligence, ELINT）：音声やテキストを含まない電子信号から収集される情報であり、それらを含む通信はCOMINTと分類される
- 外国計測信号情報（Foreign instrumentation signals intelligence, FISINT）：ミサイルや航空機の試験などから発せられるテレメトリーデータの収集・分析を行う情報であり、かつてはテレメトリー情報（TELINT）とも呼ばれていた。

## TECHINT（テクイント）
技術情報（Technical intelligence, TECHINT）は、外国の軍隊が使用する兵器や装備、あるいは環境条件の分析によって収集される情報である。
- 医療情報（Medical intelligence, MEDINT）は、医療記録の分析や実際の生理学的検査を通じて収集される情報であり、対象者の健康状態や特定の疾患、アレルギーなどを判断するために用いられる。

## SOCMINT（ソクミント）
ソーシャルメディア情報（Social media intelligence, SOCMINT）は、ソーシャルメディアプラットフォームから収集される情報である。